# Folsom (Nowy Meksyk)
Folsom – wieś w Stanach Zjednoczonych, w stanie Nowy Meksyk, w hrabstwie Union.